# Liste des plus hautes constructions de Tokyo
Cet article concerne une liste des plus hautes constructions de Tokyo, la capitale du Japon. Tokyo est la plus peuplée des quarante-sept préfectures du Japon. En 2025, il y a à Tokyo soixante-douze bâtiments et structures d'une hauteur supérieure à 180 m. La plus haute construction de la préfecture est le Tokyo Skytree, tour à treillis de 634 m de haut, achevée en 2012,. C'est également la construction la plus élevée au Japon, la 2e  structure la plus élevée du monde toutes catégories confondues,. Le plus haut bâtiment et troisième plus haute construction à Tokyo est l'Azabudai Hills Mori JP Tower, de 325 m de haut, achevée en 2023. Le deuxième plus haut bâtiment de la préfecture est la Toranomon Hills Station Tower, achevée la même année et haute de 266 mètres. En tout, sur les 25 plus hauts bâtiments et constructions du Japon, 18 se trouvent à Tokyo.

## Description
Les gratte-ciel sont un phénomène relativement récent au Japon. En raison de préoccupations esthétiques et techniques, La loi japonaise sur les normes de construction fixe une limite de hauteur absolue de 31 m jusqu'en 1963, lorsque cette limite est abolie en faveur d'une limitation du coefficient d'occupation des sols. À la suite de ces changements dans la réglementation de la construction, le Kasumigaseki Building est construit et achevé en 1968. Deux fois plus haut que le précédent plus haut bâtiment du Japon, l'Hotel New Otani Tokyo de dix-sept étages, le Kasumigaseki Building est considéré comme le premier gratte-ciel moderne du Japon avec ses 36 étages s'élevant à 156 m de hauteur,. L'économie japonaise d'après-guerre en pleine expansion et  la tenue des Jeux olympiques d'été de 1964 entraîne un boom de la construction à Tokyo dans les années 1960 et 1970. La construction se poursuit dans les années 1980 et 1990, tandis que la bulle spéculative japonaise gonfle et éclate.
Tokyo est divisé en deux sections : l'ouest de Tokyo et les arrondissements spéciaux de Tokyo. Tous les plus hauts bâtiments de la préfecture sont situés dans les 23 arrondissements spéciaux, qui comprennent la zone anciennement constituée en ville de Tokyo. Nishi Shinjuku, district de Shinjuku, est la première zone importante de développement des gratte-ciel de la préfecture. Depuis la construction de l'Hôtel Keio Plaza en 1971, le quartier compte aujourd'hui treize des quarante-deux plus hauts gratte-ciel de Tokyo.
Tokyo a été le site de nombreux projets de construction de gratte-ciel dans les dernières années. Depuis 2007, quinze bâtiments s'élevant à plus de 180 ont été achevés. Au mois d'août 2012, sept bâtiments de ce genre sont en construction dans la préfecture. Plusieurs autres projets de construction prévus pour dépasser la hauteur de 180 m sont proposés pour le proche avenir.

## Liste des plus hauts bâtiments
Cette liste présente les gratte-ciel de Tokyo qui s'élèvent à au moins 180 m (+/- 1 mètre), selon les normes de mesure de hauteur. Cette hauteur inclut les flèches et les détails architecturaux mais ne comprend pas les mâts antenne. Le signe d'égalité (=) à la suite d'un rang indique la même hauteur entre deux ou plusieurs bâtiments. La colonne des années indique l'année au cours de laquelle le bâtiment a été achevé. Les tours autoportantes, les mâts à hauban et autres structures non habitables sont inclus à des fins de comparaison, mais ne sont pas classés.
| Rang | Nom                                                           | Image | Hauteur | Étages | Année | Coordonnées                       | Arrondissement     | Notes |
| ---- | ------------------------------------------------------------- | --- | ------- | ------ | ----- | --------------------------------- | ------------------ | --- |
| -    | Tokyo Skytree[A]                                              | | 634     | 32     | 2012  | 35° 42′ 37″ N, 139° 48′ 39″ E     | Sumida             | 1re plus haute tour du monde (en) et au Japon 3e structure la plus élevée du monde toutes catégories confondues (après le Burj Khalifa et Merdeka 118) |
| -    | Tokyo Tower[A]                                                | | 333     | 7      | 1958  |                                   | Minato             | |
| 1    | Azabudai Hills Mori JP Tower                                  | | 325,2   | 64     | 2023  | 35° 39′ 39″ N, 139° 44′ 25″ E     | Minato             | 1er plus haut gratte-ciel du Japon; Plus haute construction achevée à Tokyo dans les années 2020; Plus haute construction de l'arrondissement de Minato |
| 2    | Toranomon Hills Station Tower                                 | | 266     | 49     | 2023  | 35° 40′ 03″ N, 139° 44′ 49″ E     | Minato             | 4e plus haut gratte-ciel du Japon |
| 3    | Toranomon Hills Mori Tower                                    | | 255,5   | 52     | 2014  | 35° 40′ 01″ N, 139° 44′ 56″ E     | Minato             | 7e plus haut gratte-ciel du Japon; Plus haute construction achevée à Tokyo dans les années 2010 |
| 4    | Midtown Tower                                                 | Ground-level view of a rectangular, glass high-rise; a smaller, circular building is in the foreground                                                                                           | 248,1   | 54     | 2007  | 35° 39′ 58″ N, 139° 43′ 53″ E     | Minato             | 8e plus haute construction au Japon; Plus haut bâtiment achevé au Japon dans les années 2000, |
| 5    | Siège du gouvernement métropolitain de Tokyo n°1              | Ground-level view of a grey, window-dotted high-rise; as the building rises, two towers break off on both sides                                                                                  | 243,4   | 48     | 1991  | 35° 41′ 22″ N, 139° 41′ 29,5″ E   | Shinjuku           | 11e plus haute construction au Japon; Plus haute construction achevée à Tokyo dans les années 1990,; Plus haute construction de l'arrondissement de Shinjuku |
| 6    | Tokyo Midtown Yaesu Yaesu Central Tower                       | | 240     | 45     | 2022  | 35° 40′ 50″ N, 139° 46′ 07″ E     | Chūō               | 12e plus haute construction au Japon ; Plus haute construction de l'arrondissement de Chūō |
| 7    | Tour NTT DoCoMo Yoyogi                                        | Ground-level view of a brown, rectangular high-rise; as it rises, it terraces to a point and a white and an orange antenna rises from the top. A clock is located on one side of the building.   | 239,85  | 27     | 2000  | 35° 41′ 03,7″ N, 139° 42′ 11,7″ E | Shibuya            | 13e plus haute construction au Japon; 2e plus haute tour de fausse horloge au monde (après Abraj Al Bait) ; 2e plus haut bâtiment à Tokyo par la hauteur du pinacle (y compris l'antenne, après Azabudai Hills), ; Plus haute construction de l'arrondissement de Shibuya |
| 8    | Sunshine 60                                                   | Ground-level view of a gray, rectangular high-rise lined with columns of windows | 239,7   | 60     | 1978  | 35° 43′ 46,5″ N, 139° 43′ 04″ E   | Toshima            | 14e plus haute construction au Japon; Plus haut bâtiment achevé au Japon dans les années 1970, ; Plus haute construction de l'arrondissement de Toshima |
| 9    | Roppongi Hills Mori Tower                                     | Aerial view of a gray, oval-shaped high-rise lined with rows of windows; the facade is bisected by a smaller midsection                                                                          | 238,05  | 54     | 2003  | 35° 39′ 38″ N, 139° 43′ 45″ E     | Minato             | 15e plus haute construction au Japon, |
| 10   | Azabudai Hills Residence A                                    | | 237,2   | 54     | 2023  | 35° 39′ 44″ N, 139° 44′ 25″ E     | Minato             | 16e plus haut gratte-ciel du Japon |
| 11   | Shinjuku Park Tower                                           | Mid-level view of a white, window-dotted, rectangular high-rise; the corners are cut and made of glass                                                                                           | 235     | 52     | 1994  | 35° 41′ 08″ N, 139° 41′ 27,4″ E   | Shinjuku           | 17e plus haute construction au Japon, |
| 12   | Tokyo Opera City Tower                                        | Mid-level view of a white, window-dotted, rectangular high-rise; the corners are cut and made of glass                                                                                           | 234,37  | 54     | 1996  | 35° 40′ 58″ N, 139° 41′ 12,6″ E   | Shinjuku           | 18e plus haute construction au Japon, |
| 13   | Sumitomo Roppongi Grand Tower                                 | | 230,76  | 40     | 2016  | 35° 39′ 52,6″ N, 139° 44′ 15,6″ E | Minato             | 19e plus haute construction au Japon |
| 14   | Shibuya Scramble Square (en)                                  | | 229,71  | 47     | 2019  | 35° 39′ 30″ N, 139° 42′ 08″ E     | Shibuya            | 20e plus haute construction au Japon |
| 15   | BLUE FRONT SHIBAURA TOWER S (ja)                              | | 228,88  | 43     | 2025  | 35° 39′ 05″ N, 139° 45′ 28″ E     | Minato             | 21e plus haute construction au Japon |
| 16   | Tokyu Kabukicho Tower                                         | | 225     | 48     | 2023  | 35° 41′ 45″ N, 139° 42′ 02″ E     | Shinjuku           | 23e plus haute construction au Japon |
| 17   | Shinjuku Mitsui Building                                      | Ground-level view of a black, rectangular high-rise. its glass facades are highly reflective and the smaller facade is bisected by black, inset, crisscrossed beams                              | 223,6   | 55     | 1974  | 35° 41′ 30,8″ N, 139° 41′ 38″ E   | Shinjuku           | 24e plus haute construction au Japon, |
| 18   | Shinjuku Center Building                                      | Ground-level view of a brown, rectangular high-rise; the window placement creates several horizontal bands on one side and one vertical stripe on the other                                      | 222,95  | 54     | 1979  | 35° 41′ 30,5″ N, 139° 41′ 43″ E   | Shinjuku           | 25e plus haute construction au Japon, |
| 19   | Toranomon Hills Residential Tower                             | | 221,55  | 54     | 2022  | 35° 39′ 58″ N, 139° 44′ 55″ E     | Minato             | 26e plus haute construction au Japon |
| 20   | Saint Luke's Tower                                            | Ground-level view of two blueish-grey buildings connected by an enclosed corridor near the top of the buildings                                                                                  | 220,63  | 47     | 1994  | 35° 40′ 01″ N, 139° 46′ 43″ E     | Chūō               | 27e plus haute construction au Japon, |
| -    | Ministry of Defense Ichigaya Building B                       | | 220     | 10     | 1996  | 35° 41′ 36″ N, 139° 43′ 36″ E     | Shinjuku           | Tour radio |
| 21   | Shiodome City Center                                          | Ground-level view of a high-rise's green, curved, reflective glass facade; it is bisected by a vertical groove                                                                                   | 215,75  | 43     | 2003  | 35° 39′ 55″ N, 139° 45′ 40,5″ E   | Minato             | 29e plus haute construction au Japon, |
| 22   | Sumitomo Fudosan Tokyo Mita Garden Tower                      | | 215     | 42     | 2023  | 35° 38′ 42″ N, 139° 44′ 36″ E     | Minato             | 30e plus haute construction au Japon |
| 23   | Dentsu Building                                               | Ground-level view of a thin high-rises's curved, glass facade | 213,33  | 48     | 2002  | 35° 39′ 52,7″ N, 139° 45′ 46″ E   | Minato             | 31e plus haute construction au Japon, |
| -    | Île Minamitori LORAN-C transmitter[A]                         | | 213,4   |        | 2000  |                                   | Île Minamitori[B]. | Démantelée en 2009. |
| 24   | Tokiwabashi Tower                                             | | 212     | 38     | 2021  | 35° 41′ 03″ N, 139° 46′ 14″ E     | Chiyoda            | 33e plus haute construction au Japon. Plus haute construction de l'arrondissement de Chiyoda. |
| 25   | Shinjuku Sumitomo Building                                    | Aerial view of a gray, triangular, window-dotted high-rise | 210,3   | 52     | 1974  | 35° 41′ 28,7″ N, 139° 41′ 33″ E   | Shinjuku           | 34e plus haute construction au Japon, |
| -    | Usine d'incinération de Toshima[A]                            | | 210     | 11     | 1999  |                                   | Toshima            | |
| 26   | Shinjuku Nomura Building                                      | Ground-level view of a white, rectangular, window-dotted high-rise; one side is vertically bisected                                                                                              | 209,9   | 50     | 1978  | 35° 41′ 35″ N, 139° 41′ 43″ E     | Shinjuku           | 35e plus haute construction au Japon, |
| 27   | Akasaka Trust Tower (ja)                                      | Édifice en vitre bleue et en recouvrement blanc construit par des grues dans un paysage parsemé de gratte-ciels                                                                                  | 209,14  | 43     | 2024  | 35° 40′ 11″ N, 139° 44′ 25″ E     | Minato             | 37e plus haute construction au Japon |
| 28   | The Parkhouse Nishi Shinjuku Tower 60 (ja)                    | | 208,97  | 60     | 2017  | 35° 41′ 38″ N, 139° 41′ 12″ E     | Shinjuku           | 38e plus haute construction au Japon. Plus haute construction à usage uniquement résidentiel à Tokyo. |
| 29   | Tokyo Port City Takeshiba Office Tower (ja)                   | | 208,83  | 40     | 2020  | 35° 39′ 18″ N, 139° 45′ 38″ E     | Minato             | 39e plus haute construction au Japon. |
| 30   | Ark Hills Sengokuyama Mori Tower                              | | 206,69  | 47     | 2012  | 35° 39′ 48″ N, 139° 44′ 33″ E     | Minato             | 40eplus haute construction au Japon, |
| 31   | Akasaka Intercity AIR                                         | | 205,08  | 38     | 2017  | 35° 40′ 11″ N, 139° 44′ 33″ E     | Minato             | 41e plus haute construction au Japon. |
| 32=  | GranTokyo North Tower                                         | Ground-level view of a glass, rectangular high-rise | 204,9   | 43     | 2007  | 35° 40′ 40,3″ N, 139° 46′ 00″ E   | Chiyoda            | 42eplus haute construction au Japon, |
| 32=  | GranTokyo South Tower                                         | Mid-level view of a rectangular, glass high-rise; one side is vertically bisected by a section                                                                                                   | 204,9   | 42     | 2007  | 35° 40′ 43″ N, 139° 46′ 02″ E     | Chiyoda            | 42eplus haute construction au Japon, |
| 34   | Mode Gakuen Cocoon Tower                                      | Ground-level view of a blue, glass high-rise. Two opposite sides of the building curve inward until meeting at the top; these sides also have many white stripes haphazardly strewn across them. | 203,65  | 50     | 2008  | 35° 41′ 30″ N, 139° 41′ 49″ E     | Shinjuku           | 2e plus haut bâtiment d'éducation dans le monde; 44e plus haute construction au Japon, |
| 35   | Izumi Garden Tower                                            | Ariel-view of a green, glass high-rise composed of square sections that rise to differing heights                                                                                                | 201     | 45     | 2002  | 35° 39′ 52″ N, 139° 44′ 23″ E     | Minato             | 46e plus haute construction au Japon, |
| 36=  | JP Tower                                                      | Ground-level view of a blue, glass high-rise; the tower sits behind a small, white, stone, window-dotted facade                                                                                  | 200     | 38     | 2011  | 35° 40′ 46,5″ N, 139° 45′ 53″ E   | Chiyoda            | 49e plus haute construction au Japon,. La façade de l'édifice de la poste intégrée dans l'édifice date de 1931. |
| 36=  | The Yomiuri Shimbun Building                                  | | 200     | 33     | 2013  | 35° 41′ 14″ N, 139° 45′ 52″ E     | Chiyoda            | 49e plus haute construction au Japon |
| 36=  | Shinjuku Sompo Japan Building                                 | Ground-level view of a thin, brown and white high-rise; the two wider sides curve and flair out as they near the bottom                                                                          | 200     | 43     | 1976  | 35° 41′ 33,8″ N, 139° 41′ 46″ E   | Shinjuku           | 49e plus haute construction au Japon, |
| 36=  | Otemachi One (ja)                                             | | 200     | 40     | 2020  | 35° 41′ 15″ N, 139° 45′ 48″ E     | Chiyoda            | 49e plus haute construction au Japon |
| -    | TEPCO Building                                                | | 200     | 15     | 1972  | 35° 40′ 13″ N, 139° 45′ 30″ E     | Chiyoda            | Hauteur de l'édifice 50 mètres. Antenne 200 mètres. |
| 40   | Otemachi Tower (en)                                           | | 199,7   | 38     | 2014  | 35° 41′ 08″ N, 139° 45′ 55″ E     | Chiyoda            | 54e plus haute construction au Japon |
| 41   | Shin-Marunouchi Building                                      | Ground-level view of a glass, boxy high-rise; it is composed of two sections, the larger of which rises higher than the other                                                                    | 197,6   | 38     | 2007  | 35° 40′ 57″ N, 139° 45′ 51,7″ E   | Chiyoda            | 57e plus haute construction au Japon, |
| 42   | World Trade Center South Tower                                | | 197,32  | 39     | 2021  | 35° 39′ 17″ N, 139° 45′ 23″ E     | Minato             | 59e plus haute construction au Japon. Remplace l'ancien World Trade Center de 162,59 mètres démolie en 2021. |
| 43   | Sumitomo Fudosan Shinjuku Grand Tower (ja)                    | Ground-level view of a blue and black, rectangular, glass high-rise; one facade is covered in slightly protruding vertical stripes.                                                              | 195,25  | 40     | 2011  | 35° 41′ 46″ N, 139° 41′ 26″ E     | Shinjuku           | 62eplus haute construction au Japon, |
| -    | Sky Tower West Tokyo (ja)                                     | | 195     | N/A    | 1989  |                                   | Nishitōkyō[C]      | Plus haute structure en dehors des 23 arrondissements spéciaux de Tokyo, plus haute structure de Nishitōkyō, plus haute structure de l'ancienne ville de Tanashi. |
| 44   | Harumi Island Triton Square Tower X                           | Ground-level view of a three-building complex; each building is white and blue and lined with rows of windows                                                                                    | 194,9   | 44     | 2001  | 35° 39′ 22,4″ N, 139° 46′ 57″ E   | Chūō               | 64eplus haute construction au Japon, Plus haute construction sur une île artificielle au Japon |
| 45   | Nihonbashi Mitsui Tower                                       | Ground-level view of a rectangular, glass high-rise; adjoining the high-rise is a stone building featuring columns                                                                               | 194,69  | 39     | 2005  | 35° 41′ 13″ N, 139° 46′ 22,8″ E   | Chūō               | 65eplus haute construction au Japon, |
| 46   | Park Tower Kachidoki South (ja)                               | | 194,53  | 58     | 2023  | 35° 39′ 22″ N, 139° 46′ 34″ E     | Chūō               | 66e plus haute construction au Japon. |
| 47   | Sannō Park Tower (en)                                         | Ground-level view of a boxy, gray high-rise | 194,45  | 44     | 2000  | 35° 40′ 23″ N, 139° 44′ 26″ E     | Chiyoda            | 67e plus haute construction au Japon, |
| 48=  | The Tokyo Towers - Mid Tower (en)                             | Ground-level view of two similar rectangular high-rises; each building is painted to have curved sections of color on the primarily white facades                                                | 193,5   | 58     | 2008  | 35° 39′ 21″ N, 139° 46′ 25″ E     | Chūō               | 68e plus haute construction au Japon, |
| 48=  | The Tokyo Towers - Sea Tower (en)                             | Ground-level view of two similar rectangular high-rises; each building is painted to have curved sections of color on the primarily white facades                                                | 193,5   | 58     | 2008  | 35° 39′ 17,6″ N, 139° 46′ 29,3″ E | Chūō               | 68e plus haute construction au Japon, |
| 50   | Nittele Tower                                                 | Ground-level view of a blue, glass, rectangular high-rise; attached to one side of the building are two structures consisting of poles that run the height of the building                       | 192,8   | 32     | 2003  | 35° 39′ 52,7″ N, 139° 45′ 35,6″ E | Minato             | 71e plus haute construction au Japon, |
| 51   | Kachidoki View Tower                                          | Ground-level view of a white, rectangular high-rise; the corners are cut and balconies form horizontal stripes up the height of the tower                                                        | 192,2   | 55     | 2010  | 35° 39′ 34″ N, 139° 46′ 36″ E     | Chūō               | 72e plus haute construction au Japon |
| 52   | Tokyo Midtown Hibiya (en)                                     | | 191,46  | 37     | 2017  | 35° 40′ 26″ N, 139° 45′ 33″ E     | Chiyoda            | 74e plus haute construction au Japon. |
| 53   | Tomihisa Cross Comfort Tower (ja)                             | | 191     | 55     | 2015  | 35° 41′ 31″ N, 139° 42′ 50″ E     | Shinjuku           | 75e plus haute construction au Japon. |
| 54   | Acty Shiodome                                                 | Aerial view of a brown and beige, rectangular, window-dotted high-rise | 190,25  | 56     | 2004  | 35° 39′ 29,5″ N, 139° 45′ 32″ E   | Minato             | 76e plus haute construction au Japon, |
| 55   | Shinjuku I-Land Tower (en)                                    | Ground-level view of a blue, glass, rectangular high-rise lined with rows of windows; a small circular pad sits atop the building                                                                | 189,4   | 44     | 1995  | 35° 41′ 36″ N, 139° 41′ 35,5″ E   | Shinjuku           | 80e plus haute construction au Japon, |
| 56   | Owl Tower                                                     | Ground-level view of a rectangular, window-dotted high-rise; the facades are tri-colored with white, beige and gray areas                                                                        | 189,2   | 52     | 2011  | 35° 43′ 39″ N, 139° 43′ 11″ E     | Toshima            | 81e plus haute construction au Japon, |
| 57   | Toshima Ecomusée Town (ja) (Brillia Tower Ikebukuro)          | | 189     | 49     | 2015  | 35° 43′ 34″ N, 139° 43′ 00″ E     | Shinjuku           | 82e plus haute construction au Japon. |
| 58   | Ōkura Prestige Tower                                          | | 188,65  | 41     | 2019  | 35° 40′ 01″ N, 139° 44′ 39″ E     | Minato             | 84e plus haute construction au Japon. |
| 59   | Capital Gate Place The Tower                                  | | 187     | 53     | 2015  | 35° 39′ 51″ N, 139° 47′ 02″ E     | Chūō               | 86e plus haute construction au Japon. |
| 60   | Atago Green Hills Mori Tower                                  | Aerial view of a glass, window-dotted high rise; the corners are cut near the top | 186,76  | 42     | 2001  | 35° 39′ 43,5″ N, 139° 44′ 55,5″ E | Minato             | 88e plus haute construction au Japon, |
| 61   | WORLD TOWER RESIDENCE                                         | | 185,49  | 46     | 2024  | 35° 39′ 18″ N, 139° 45′ 20″ E     | Minato             | 90e plus haut gratte-ciel du Japon |
| 62   | Toranomon Hills Business Tower                                | | 185,42  | 36     | 2019  | 35° 40′ 04″ N, 139° 45′ 00″ E     | Minato             | 91e plus haut gratte-ciel du Japon |
| 63   | Toranomon Alcea Tower                                         | | 184,90  | 38     | 2025  | 35° 40′ 09″ N, 139° 44′ 46″ E     | Shinjuku           | 94e plus haute construction au Japon |
| 64   | Shinjuku Oak Tower                                            | Ground-level view of a blue, glass high-rise; a circular pad sits atop the structure | 184,25  | 38     | 2003  | 35° 41′ 38″ N, 139° 41′ 26,3″ E   | Shinjuku           | 95e plus haute construction au Japon, |
| 65   | Cerulean Tower (en)                                           | Ground-level view of a beige, multi-faceted, window-dotted high-rise | 183,85  | 41     | 2001  | 35° 39′ 22,8″ N, 139° 41′ 58,7″ E | Shibuya            | 96e plus haute construction au Japon, |
| 66   | Shibuya Hikarie                                               | | 182,49  | 34     | 2012  | 35° 39′ 32″ N, 139° 42′ 12″ E     | Shibuya            | 97e plus haute construction au Japon, |
| 67   | Ōtemachi Place West Tower (ja)                                | | 182     | 35     | 2018  | 35° 41′ 08″ N, 139° 45′ 50″ E     | Chiyoda            | 98e plus haut gratte-ciel du Japon |
| 68   | Branz Tower Toyosu                                            | | 180,5   | 48     | 2021  | 35° 39′ 06″ N, 139° 47′ 39″ E     | Kōtō               | Plus haute construction de l'arrondissement de Kōtō |
| 69   | msb Tamachi Station Tower N (ja)                              | | 180,08  | 36     | 2020  | 35° 38′ 41″ N, 139° 44′ 57″ E     | Minato             | |
| 70   | Tokyo Nihonbashi Tower (ja)                                   | | 180,04  | 35     | 2015  | 35° 40′ 55″ N, 139° 46′ 27″ E     | Chūō               | |
| 71=  | NEC Supertower                                                | Ground-level view of a light blue high-rise; one flat facade is bisected by a column of glass, while the adjacent facades angle in at several points until they meet at a point at the top       | 180     | 44     | 1990  | 35° 38′ 58″ N, 139° 44′ 53″ E     | Minato             | , |
| 71=  | Century Park Tower                                            | Ground-level view of an orange and white, rectangular, window-dotted high-rise | 180     | 54     | 1999  | 35° 40′ 13,7″ N, 139° 47′ 09″ E   | Chūō               | , |
| 71=  | JA Building (ja)                                              | Ground-level view of a brown, rectangular, window-dotted high-rise; there are darker square patches placed randomly along the building's facades                                                 | 180     | 37     | 2009  | 35° 41′ 19,4″ N, 139° 45′ 46,7″ E | Chiyoda            | [ 130 ] |
| 71=  | Toyosu Bayside Cross Tower                                    | | 180     | 36     | 2020  | 35° 39′ 18″ N, 139° 47′ 40″ E     | Kōtō               | |
| 71=  | Tokyo Garden Terrace Kioicho (en)                             | | 180     | 36     | 2016  | 35° 40′ 48″ N, 139° 44′ 16″ E     | Chiyoda            | |
| 76   | Shibuya Sakura Stage Shibuya Tower (ja)                       | | 179.97  | 39     | 2023  | 35° 39′ 26″ N, 139° 42′ 07″ E     | Shibuya            | [ 131 ] |
| 77=  | Shibuya Stream (en)                                           | | 179,95  | 35     | 2018  | 35° 39′ 26″ N, 139° 42′ 11″ E     | Shibuya            | |
| 77=  | Kamiyachō Trust Tower (ja)                                    | | 179,95  | 37     | 2019  | 35° 39′ 54″ N, 139° 44′ 43″ E     | Shibuya            | |
| 79   | Keio Plaza Hotel North Tower,                                 | Aerial view of a white, rectangular high-rise lined with rows of windows | 179,6   | 47     | 1971  | 35° 41′ 24″ N, 139° 41′ 39″ E     | Shinjuku           | |
| 80   | Park City Tower A (ja) (Urban Dock Park City Toyosu Tower A), | Ground-level view of a white, orange and green rectangular high-rise; its balconies form horizontal stripes up the height of the tower                                                           | 179,49  | 52     | 2008  | 35° 39′ 30″ N, 139° 47′ 28,7″ E   | Kōtō               | |
| 81   | Sumitomo Fudōsan Mita Twin Buildings - West Tower (ja)        | | 179,3   | 43     | 2006  | 35° 38′ 39″ N, 139° 44′ 33″ E     | Minato             | |
| 82   | Akasaka Biz Tower (en)                                        | | 179,25  | 39     | 2008  | 35° 40′ 23″ N, 139° 44′ 11″ E     | Minato             | |
| 73   | Marunouchi Building                                           | | 179     | 37     | 2002  | 35° 40′ 52″ N, 139° 45′ 50″ E     | Chiyoda            | |

- Indique les bâtiments encore en construction mais dont le gros œuvre est terminé.

= Indique les bâtiments de même rang, car leur hauteur est la même.

## Plus hautes structures
Cette liste présente les constructions de Tokyo qui se dressent à au moins 180 m de haut, basée sur la mesure de hauteur standard. Cette hauteur comprend les flèches, les détails architecturaux et les mâts d'antenne.
| Rang | Nom                                     | Image | Hauteur | Étages | Année | Coordonnés                        | Type de structure | Arrondissement    | Notes                                                                               |
| ---- | --------------------------------------- | --- | ------- | ------ | ----- | --------------------------------- | ----------------- | ----------------- | ----------------------------------------------------------------------------------- |
| 1    | Tokyo Skytree                           | Ground-level view of a tall, slender, gray structure                                                                                 | 634     | 32     | 2012  | 35° 42′ 36,5″ N, 139° 48′ 39″ E   | Tour à treillis   | Sumida            | Plus haute tour du monde,                                                           |
| 2    | Tokyo Tower                             | Mid-level view of an orange and white lattice frame; the structure curves and widens near the bottom and comes to a point at the top | 333     | 7      | 1958  | 35° 39′ 31″ N, 139° 44′ 44″ E     | Tour à treillis   | Minato            | Plus haute structure autoportante en acier du monde; 23e plus grande tour du monde, |
| 3    | Ministry of Defense Ichigaya Building B | | 220     | 10     | 1996  | 35° 41′ 36″ N, 139° 43′ 36″ E     | Shinjuku          | Tour radio        |                                                                                     |
| -    | Île Minamitori LORAN-C transmitter      | An airstrip and a red and white antenna mast on a small, green, triangular island                                                    | 213     | N/A    | 2000  | 24° 17′ 08,7″ N, 153° 58′ 52″ E   | Mât à hauban      | Île Minamitori[B] | Situé sur l'île Minamitori, île isolée de l'Océan Pacifique. Démantelée en 2009.    |
| 4    | Usine d'incinération de Toshima         | Ground-level view of a tall, white, angular chimney rising from a brown, striped building                                            | 210     | 11     | 1999  | 35° 44′ 03,6″ N, 139° 42′ 50″ E   | Cheminée          | Toshima           | Plus haute cheminée d'incinération au monde                                         |
| 5    | Sky Tower West Tokyo                    | Ground-level view of a cluttered lattice structure                                                                                   | 195     |        | 1989  | 35° 44′ 06,5″ N, 139° 31′ 22,5″ E | Tour              | Nishitōkyō[C]     | Plus haute construction de l'ouest de Tokyo                                         |

### Constructions démolies ou détruites

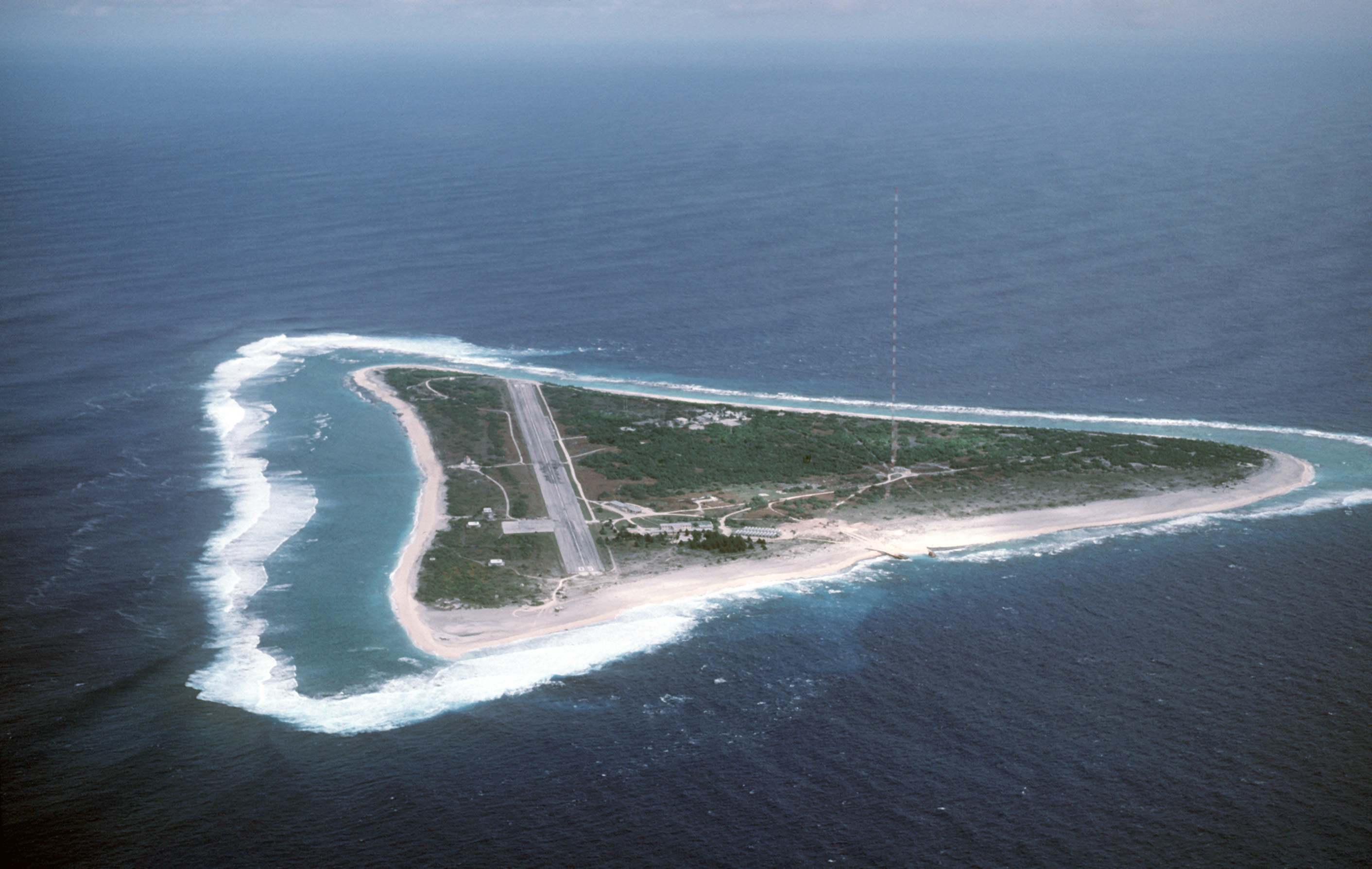
Le 2nd Marcus Island LORAN-C transmission mast n'était qu'à moitié aussi grand que le mât précédent qu'il remplace.

| Nom                                                 | Image                                                                             | Hauteur | Année de construction | Année de déstruction | Structure type | Emplacement    | Notes |
| --------------------------------------------------- | --------------------------------------------------------------------------------- | ------- | --------------------- | -------------------- | -------------- | -------------- | --- |
| 1st Iwo Jima LORAN-C transmission mast              |                                                                                   | 412     | 1963                  | 1965                 | Mât à hauban   | Iwo Jima[D]    | Effondré et remplacé |
| 1st Marcus Island LORAN-C transmission mast         |                                                                                   | 412     | 1964                  | 1985                 | Mât à hauban   | Île Minamitori | Démantelé et remplacé par un plus petit                                                                                          |
| 2nd Iwo Jima LORAN-C transmission mast              |                                                                                   | 412     | 1965                  | 1993                 | Mât à hauban   | Iwo Jima       | Démantelé |
| 2nd Marcus Island LORAN-C transmission mast         |                                                                                   | 213,4   | 1986                  | 2000                 | Mât à hauban   | Île Minamitori | Démantelé et remplacé |
| Île Minamitori LORAN-C transmitter                  | An airstrip and a red and white antenna mast on a small, green, triangular island | 213     | 2000                  | 2010                 | Mât à hauban   | Île Minamitori | Démantelé en 2010. Non remplacé.                                                                                                 |
| World Trade Center                                  |                                                                                   | 162,59  | 1970                  | 2021                 | Gratte-ciel    | Minato         | Démoli en 2021 pour faire place à une nouvelle tour (prévue pour 2027). Une tour du même nom est construite à 150 mètres au sud. |
| Mizuho Bank Uchisaiwaichō Head Office Building (en) |                                                                                   | 142,5   | 1981                  | 2022                 | Gratte-ciel    | Chiyoda        | Démoli en 2022 pour faire place au projet Tokyo Cross Park (ja).                                                                 |

## Constructions les plus élevées en travaux, décidées ou proposées

### En construction
Cette liste présente les bâtiments et structures autoportantes en cours de construction à Tokyo et prévus pour s'élever à au moins 
180 m. Tous les bâtiments dont la hauteur a été dépassée mais qui ne sont pas terminés sont également inclus (+ un terminé).
| Nom                        | Hauteur   | Étages | Année     | Arrondissement | Notes |
| -------------------------- | --------- | ------ | --------- | -------------- | --- |
| Torch Tower (en)           | 385 à 390 | 62     | 2027-2028 | Chiyoda        | Construction commencée en septembre 2023. À sa complétion, elle devrait être le plus haut gratte-ciel du pays, devant Azabudai Hills. |
| Azabudai Hills Residence B | 262,82    | 64     | 2024      | Minato         | Construction commencée en août 2019. Dernier gratte-ciel d'un complexe de trois gratte-ciels, dont deux déjà construits.              |

-  Indicates buildings that are still under construction but have been topped out.

### Approuvés
Liste de bâtiments dont la construction a été approuvée et qui doivent s'élever à au moins 180 m..
| Nom | Hauteur | Étages | Année | Arrondissement | Notes |
| --- | ------- | ------ | ----- | -------------- | ----- |

### Proposés
Liste de bâtiments proposés à la construction prévus pour s'élever à au moins 180 m.
| Nom | Hauteur | Étages | Année | Arrondissement | Notes |
| --- | ------- | ------ | ----- | -------------- | ----- |

## Chronologie des plus hauts bâtiments

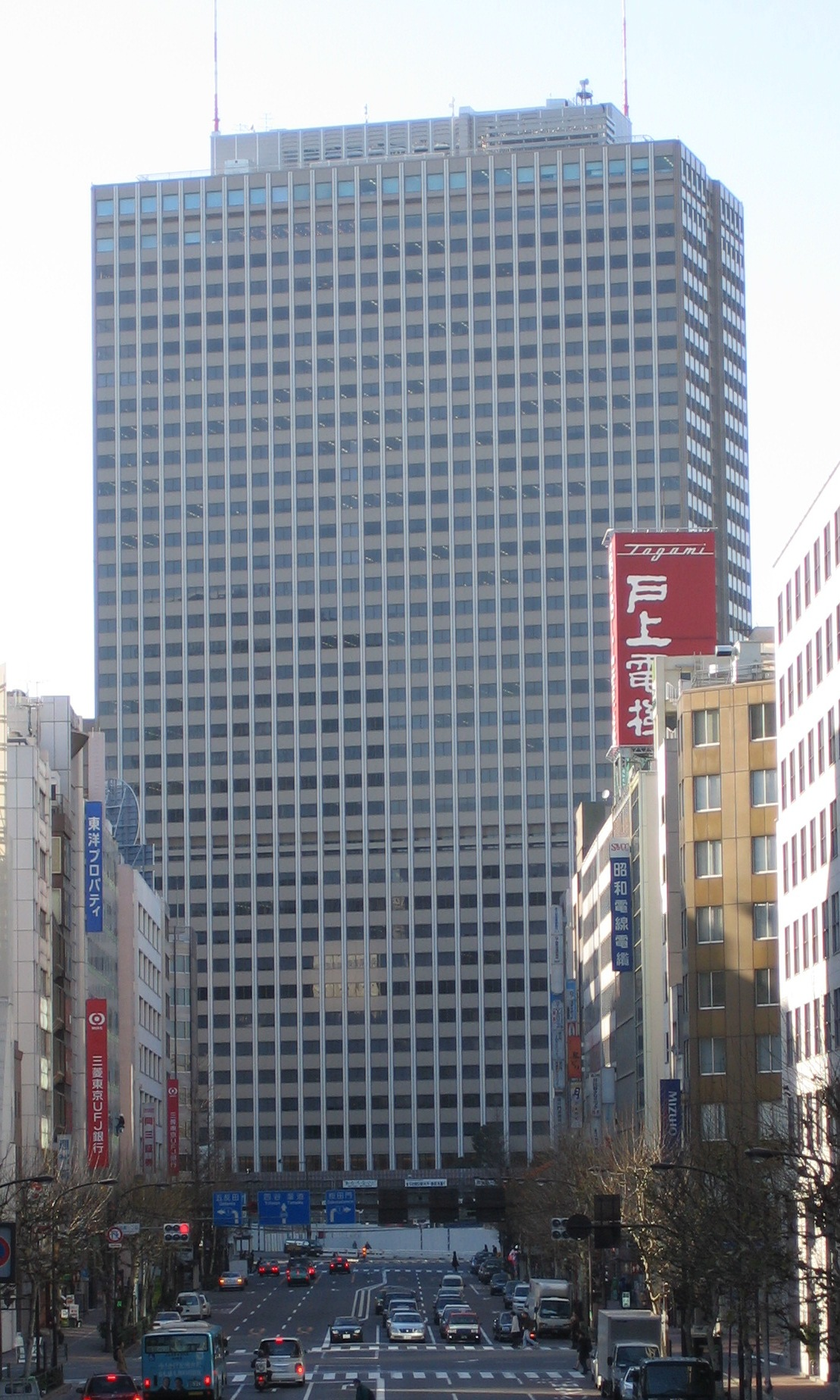
Construit en 1968, le Kasumigaseki Building est le premier gratte-ciel moderne de bureaux à Tokyo et le plus haut bâtiment de la préfecture jusqu'en 1970.

Cette liste recense les bâtiments qui à un moment donné ont détenu le titre de plus haut bâtiment de Tokyo. Il convient de noter que depuis son achèvement en 2011, le Tokyo Skytree est la plus haute construction à Tokyo ainsi qu'au Japon, et dépasse la tour de Tokyo.
| Nom                                               | Années       | Hauteur | Étages | Arrondissement | Notes   |
| ------------------------------------------------- | ------------ | ------- | ------ | -------------- | ------- |
| Ryōunkaku                                         | 1890–1923    | 69      | 12     | Taitō          | [ 152 ] |
| Old Marunouchi Building                           | 1923–1936    | 33      | 8      | Chiyoda        | [ 153 ] |
| Bâtiment de la Diète nationale                    | 1936–1964    | 65      | 9      | Chiyoda        | [ 154 ] |
| Hotel New Otani Tokyo                             | 1964–1968    | 72      | 17     | Chiyoda        | [ 9 ]   |
| Kasumigaseki Building                             | 1968–1970    | 156     | 36     | Chiyoda        | [ 155 ] |
| World Trade Center Building                       | 1970–1971    | 163     | 40     | Minato         | [ 156 ] |
| Keio Plaza Hotel North Tower                      | 1971–1974    | 180     | 47     | Shinjuku       | [ 132 ] |
| Shinjuku Sumitomo Building                        | 1974–1974    | 210     | 52     | Shinjuku       | [ 51 ]  |
| Shinjuku Mitsui Building                          | 1974–1978    | 224     | 55     | Shinjuku       | [ 36 ]  |
| Sunshine 60                                       | 1978–1991    | 240     | 60     | Toshima        | [ 23 ]  |
| Siège du gouvernement métropolitain de Tokyo n+ 1 | 1991–2007    | 243     | 48     | Shinjuku       | [ 17 ]  |
| Midtown Tower                                     | 2007–2014    | 248     | 54     | Minato         | [ 14 ]  |
| Toranomon Hills                                   | 2014–2023    | 258     | 52     | Minato         |         |
| Azabudai Hills                                    | 2023–présent | 325,2   | 64     | Minato         |         |